# Пегая Орда
«Пе́гая Орда́» — русское название объединения племён селькупов и кетов в бассейнах Оби и Томи, существовавшего в XVI веке или же протогосударство. Являлось союзником и восточным соседом Сибирского ханства.
В конце XVI века во главе Пегой Орды стоял князь Верхнего Нарыма — Воня. Нижним Нарымом владел князь Кичей, связанный с Воней свойством: его внучка была замужем за сыном Вони — Тайбохтой. К Пегой Орде русские источники относят и парабельского князца Киршу Кунязева.
Общая численность населения Пегой Орды составляла в конце 16 века около 3–5 тысяч человек.
Военный конфликт Пегой Орды с русскими служилыми людьми начался в 1590-х годах.
В 1593 был захвачен в плен сын Вони – Урунка.
В 1594 году Воня выдал ясак для возвращения сына и в том же году был основан Сургут на который князь Воня планировал нападение в 1598 году.
Всего, в 1596 году, «у Вони князя з братьею и с детьми сбирается с 400 человек, а все около его ходом в днище, а иные де волости подошли к Воне близко ж».
Этот могущественный князёк не только долго и упорно отстаивал свою независимость от Москвы и уклонялся от уплаты ясака, «что ясаку с себя и с своих людей не даёт», но и склонен был перейти в наступление и грозил, «собрався с своими людьми и с дальними волостьми приходить к городу». Он даже вступал в сношение с Кучумом, подкочевавшим для совместных действий к Пегой Орде, и они «учинили меж собою договор».
Только с постройкой в 1596—1598 годах Нарымского и в 1602 году Кетского острогов Пегая Орда была окончательно покорена Русским царством. С подчинением Пегой орды княжеские семьи, господствовавшие в ней до тех пор, не сразу утратили своё значение. Воне наследовал его сын Тайбохта Вонин, а Кичею сын Вагай Кичеев, тесть Тайбохты. Они до известной степени сохраняли своё привилегированное положение. Когда были положены в ясак 30 человек их дворовых людей, они сочли это незаконным. В случае войны их войска ходили в поход вместе с русскими служилыми людьми.
Но очень скоро нарымские князьки предпочли переменить своё положение эфемерных государей на более обеспеченное положение на царской службе. В 1610 году Тайбохта Вонин, по его ходатайству, был освобождён от ясака, и велено ему служить государеву службу и жить в Нарымском остроге с жалованьем в год по 3 рубля и по 4 чети муки, по чети круп и по чети толокна, и по пуду соли. Он, однако, продолжал оставаться во главе Верхней Нарымской волости с ясачным населением человек в 50, и сын его должен был платить ясак.
Точно так же и потомки Кичея стали переходить на роль служилых людей. В 20-х и 30-х годах XVII века Вагай продолжал быть князцом в Нарымской Нижней волости, но его брат был крещён, и под именем Григория Кичеева состоял на службе в нарымском гарнизоне с жалованьем по 8 рублей, 8 четей муки, 2 чети круп и 2 пуда соли в год. На тех же условиях были зачислены на службу его двоюродные братья, тоже крестившиеся, Иван Боярко и Олоша Олонтайко (Алексей Алатай) Санбычеевы. Ещё при жизни Григория Кичеева стал служить его сын Алёшка.
Та же судьба постигла, по видимому, некоторых из парабельских князьков: Кирша Кунязев с братьями и детьми служил «всякие государевы службы», но не был освобождён от ясака и совершенно разорился. Заложил жену и детей, и только по особому указу царя Василия Шуйского ему была дана льгота в ясаке, а его семья была выкуплена за счёт казны. Его сын Канна стоял во главе одной из четырёх парабельских волостей в 1626—1629. Одновременно один из членов семьи парабельских князей новокрещённый князь Пётр Парабельский служил в Сургуте в числе рядовых стрельцов и казаков: может быть, такого же происхождения был остяцкий толмач в Сургуте Иван Афанасьев Парабельский.